# Giampiero Boniperti
Giampiero Boniperti, född 4 juli 1928 i Barengo i Piemonte, död 18 juni 2021 i Turin i Piemonte, var en italiensk fotbollsspelare (anfallsspelare). Efter sin aktiva fotbollskarriär arbetade han länge som ordförande i Juventus FC och senare också som parlamentsledamot i Europaparlamentet.
Boniperti var hela karriären trogen Juventus. Han debuterade säsongen 1946/47 och vann skytteligan redan året efter som tjugoåring. Han fortsatte att göra mål för Juventus och nådde totalt 182 mål, vilket gör honom till näst bäste målskytt genom tiderna för Juventus (endast Alessandro del Piero har gjort fler).
Boniperti var en traditionell centeranfallare och utgjorde tillsammans med Omar Sivori och John Charles en fruktad anfallstrio i slutet av 1950-talet.
Boniperti deltog också i två VM och spelade 38 matcher för landslaget (8 mål).
Han blev senare ordförande i Juventus under nästan tjugo år (1971-1990)

## Meriter
- Italiensk mästare: 1950, 1952, 1958, 1960, 1961
- Italienska cupen: 1958, 1960
- VM i fotboll - medverkade i Italiens lag: 1950, 1954